# Amolops torrentis
Amolops torrentis és una espècie de granota que habita a la República Popular de la Xina i que està amenaçada d'extinció per la destrucció de l'hàbitat.